# پاردایس (ویرجینیای غربی)
پاردایس (به انگلیسی: Paradise) یک منطقهٔ مسکونی در ایالات متحده آمریکا است که در شهرستان پاتنم، ویرجینیای غربی واقع شده‌است. پاردایس ۳۱۳٫۰۳ متر بالاتر از سطح دریا واقع شده‌است.